# On Frail Wings of Vanity and Wax
On Frail Wings of Vanity and Wax è il primo album della band screamo statunitense Alesana. Pubblicato nel 2006 dalla Tragic Hero Records, l'album è stato ristampato e riedito nel marzo 2007 dalla Fearless Records.

## Tracce
1. Icarus – 1:00
2. Ambrosia – 3:04
3. Pathetic, Ordinary – 4:00
4. Alchemy Sounded Good at the Time – 4:14
5. Daggers Speak Louder Than Words – 3:27
6. The Last Three Letters – 3:32
7. Apology – 5:18
8. Tilting the Hourglass – 3:48
9. This Conversation Is Over – 3:23
10. Congratulations, I Hate You – 4:02
11. The Third Temptation of Paris – 3:42
12. Siren's Soliloquy – 4:01
13. Nero's Decay – 4:23

## Formazione
- Dennis Lee - voce (dal 2004)
- Shawn Milke - voce, chitarra, piano (dal 2004)
- Patrick Thompson - chitarra (dal 2004)
- Adam Ferguson - chitarra, voce (dal 2005)
- Steven Tomany - basso (dal 2007)
- Daniel Magnuson - batteria (dal 2005)